# Ordre National du Mérite
L’Ordre Nationale du Mérite (dansk: Den Nationale Fortjensteorden) er en fransk fortjenestesorden, der blev stiftet den 3. december 1963 af general de Gaulle, som erstatning for tidligere ministerielle og kolonirelaterede ordener. Oprettelsesdekretet er blevet underskrevet af præsidenterne Charles de Gaulle, Georges Pompidou og derefter daværende premierminister og finans- og økonomiminister Valéry Giscard d'Estaing. Ordnen erstattede et større antal andre ordner.

## Grader
Den Nationale Fortjenstorden tildeles i tre grader:
- Ridder
- Officer
- Kommandør

Sidstnævnte grad med to værdier:
- Storofficer
- Storkors.

## Udnævnelse
Udnævnelse sker efter ministeriel indstilling eventuelt ved særlig procedure for håndtering af borgerinitiativer.
Fortjenstordenen anerkender og belønner fremtrædende militær eller civil indsats ydet for den franske nation. Den supplerer således den franske nationale Æreslegion, oprettet af Napoleon Bonaparte den 20. maj 1802 netop for at belønne fremtrædende tjeneste.

## Ordner erstattet af ordre national du Mérite efter 1963
- Ordre du Mérite social
- Ordre de la Santé publique
- Ordre du Mérite commercial
- Ordre du Mérite touristique
- Ordre du Mérite artisanal
- Ordre du Mérite combattant
- Ordre du Mérite commercial et industriel
- Ordre du Mérite postal
- Ordre de l'Économie nationale
- Ordre du Mérite sportif
- Ordre du Mérite militaire
- Ordre du Mérite du travail
- Ordre du Mérite civil
- Ordre du Mérite saharien
- Ordre de l'Étoile noire
- Ordre de l'Étoile d'Anjouan
- Ordre du Nichan el Anouar

## Eksterne links
- Wikimedia Commons har flere filer relateret til Ordre National du Mérite
- France Phaléristique (fransk)